# Bibliotheca Rosenthaliana
De Bibliotheca Rosenthaliana is een van de Bijzondere Collecties van de Universiteit van Amsterdam en bevat hebraica en judaica.
De Bibliotheca Rosenthaliana omvat een grote collectie gedrukte boeken, beginnende bij de 15e eeuw, maar ook periodieken, handschriften vanaf de 13e eeuw, gravures, tekeningen, foto's en archiefstukken. De kern van de Rosenthaliana wordt gevormd door de bibliotheek van Leeser Rosenthal (1794-1868), die in 1880 door zijn zoon George Rosenthal en zijn dochters werd overgedragen aan de Stadsbibliotheek van Amsterdam. Zijn schoondochter Sophie Rosenthal-May was enige tijd ere-voorzitter en steunde de bibliotheek financieel.  Inmiddels wordt de Rosenthaliana beschouwd als een van de grootste joodse collecties in Europa. In december 2023 werd de collectie opgenomen in het Nederlands Memory of the World Register.

## Verzameling (selectie)
De voornaamste onderdelen uit de verzameling zijn:
- Noord-Nederlandse hebraïca en judaïca uit de 17e-19e eeuw, waaronder een nagenoeg complete verzameling Menasseh Ben Israel en Jacob Juda Leon Templo.
- Inquisitie-materiaal en Sefardische judaica in de Cassuto-collectie.
- Geschiedenis van de joden in Nederland en Duitsland.
- Joodse boekwetenschap.